# Eric Stough
Eric "Butters" Stough (nascido a  31 de julho de 1972) é um animador e produtor americano. Ele é mais conhecido por ser diretor de animação e produtor da série de televisão South Park.Nascido em Evergreen, Colorado, Stough frequentou a Universidade do Colorado em Boulder e formou-se em 1995 em cinema. Amigo de longa data de Trey Parker, trabalhou com ele e Matt Stone na maioria dos seus projetos, incluindo South Park, South Park: Bigger, Longer & Uncut, Orgazmo, Team America: World Police e o musical da Broadway The Book of Mormon.
Stough ganhou cinco Primetime Emmy Awards pelo seu trabalho em South Park, bem como um Peabody Award. Ele foi a inspiração para o personagem de Butters Stotch em South Park.

## Vida e carreira
Stough nasceu em Evergreen, Colorado, e caracterizou sua criação como "bem-arredondada, protegida e eu fiz o que me disseram". Ele conheceu Trey Parker aos 13 anos; os dois mais tarde atuaram em musicais escolares e fizeram curtas-metragens juntos na Evergreen High School. Stough cresceu interessado em animação e aspirava a ser um "grande animador da Disney", mas não era o melhor em desenho. Ele frequentou a Universidade do Colorado em Boulder (UCB), onde inicialmente estudou em seu departamento de arte. Parker o convenceu a se juntar ao departamento de cinema, pois ele seria capaz de fazer filmes de animação em vez de gastar seu tempo aperfeiçoando seu desenho. Ele teve um estágio com Jim Henson Productions na faculdade.
Ele graduou-se em filmes em 1995, e posteriormente trabalhou com Parker e Matt Stone na curta-metragem The Spirit of Christmas (1995). O filme tornou-se popular e resultou em um acordo de televisão com a Comedy Central para produzir uma série animada baseada nele, que se tornou South Park. Stough foi o primeiro membro da equipe contratado em South Park, que estreou em 1997, e continua sendo o produtor e diretor de animação do programa até hoje. Ele também trabalhou em vários projetos relacionados a South Park, incluindo o filme teatral do show e o videogame The Stick of Truth, bem como Orgazmo, Team America: World Police e o sucesso da Broadway The Book of Mormon, para o qual ele ilustrou.
O personagem de Butters em South Park é baseado em Stough e sua educação protegida. Ele observou em seu discurso de formatura para a UCB em 2014: "O apelido 'Butters' deriva de irmãozinho, amiguinho e pessoa inocente e saudável". Stough também forneceu a voz não abafada de Kenny McCormick em quatro episódios do programa, "The Jeffersons", "Lice Capades", "Mysterion Rises" e "Turd Burglars". No entanto, ele não forneceu a voz principal do alter-ego de Kenny, Mysterion.

## Prémios
Stough foi nomeado para 14  prémios Emmy e ganhou 5 por South Park na categoria "Outstanding Animated Program" , como também um prémio peabody. Ele também ganhou prémios pelo seu filme de curta metragem Revenge of the Roadkill Rabbit em 2000 no  Athens International Film and Video Festival. Em 2014 no  National Academy of Video Game Trade Reviewers (NAVGTR) awards Stough foi escolhido (também com Bruce Howell e Adrien Beard) para a nomeção de jogo do ano.

## Filmografia

### Filmes
| Ano  | Título                                      | Função                         | Notas              |
| ---- | ------------------------------------------- | ------------------------------ | ------------------ |
| 1993 | Cannibal! The Musical                       | Assistente de produção         |                    |
| 1997 | Orgazmo                                     | Arrestee                       |                    |
| 1999 | South Park: Bigger, Longer & Uncut          | Realizador de animação         |                    |
| 1999 | Revenge of the Roadkill Rabbit              | Realizador, produtor executivo | Filme curto        |
| 2004 | Team America: World Police                  | Animação adicional             |                    |
| 2010 | The People vs. George Lucas                 | Ele mesmo                      | Documentário       |
| 2011 | 6 Days to Air: The Making of South Park     | Ele mesmo                      | Documentário de TV |
| 2021 | South Park: Post Covid                      | Produtor                       | Filme de TV        |
| 2021 | South Park: Post Covid: The Return of Covid | Produtor                       | Filme de TV        |

### Séries
| Ano           | Título     | Função                          | Notas                                                  |
| ------------- | ---------- | ------------------------------- | ------------------------------------------------------ |
| 1997–presente | South Park | Produtor, realiador de animação | Também fornece a voz "não abafada" de Kenny McCormick. |